# Regional Rugby Championship 2011./12.
Regional Rugby Championship (Regional Rugby League, hrv Regionalna ragbijaška liga) za 2011./12. je bilo peto izdanje regionalne ragbijaške lige. Sudjelovalo je petnaest klubova iz Austrije, Bosne i Hercegovine, Hrvatske, Grčke, Mađarske, Slovenije i Srbije. Prvak je peti put zaredom bila splitska Nada.

## Sudionici
- Donau - Beč
- Čelik - Zenica
- Rudar - Zenica
- Athens Rugby - Atena
- Nada - Split
- Mladost - Zagreb
- Zagreb - Zagreb
- Kecskeméti Atlétika és Rugby Club (KARC) - Kečkemet
- Esztergomi Vitezek Suzuki Rugby - Ostrogon
- gas.hu Battai Bulldogok - Százhalombatta
- Bežigrad - Ljubljana
- Ljubljana - Ljubljana
- Kraljevski Beogradski Ragbi Klub (KBRK) - Beograd
- Partizan - Beograd
- Pobednik Mozzart - Beograd

## Rezultati i ljestvice

### Dio po grupama

#### Grupa A
| mj | klub                    | ut | pob | ner | por | poen+ | poen- | bod    |                 |
| -- | ----------------------- | -- | --- | --- | --- | ----- | ----- | ------ | --------------- |
| 1. | Nada                    | 4  | 4   | 0   | 0   | 175   | 43    | 18     | četvrtzavršnica |
| 2. | gas.hu Battai Bulldogok | 4  | 3   | 0   | 1   | 78    | 32    | 13     | četvrtzavršnica |
| 3. | Rudar                   | 4  | 2   | 0   | 2   | 60    | 120   | 8      |                 |
| 4. | Partizan                | 4  | 1   | 0   | 3   | 36    | 74    | 2 (-3) |                 |
| 5. | Bežigrad                | 4  | 0   | 0   | 4   | 0     | 80    | 0      |                 |

#### Grupa B
| mj | klub          | ut | pob | ner | por | poen+  | poen- | bod |                 |
| -- | ------------- | -- | --- | --- | --- | ------ | ----- | --- | --------------- |
| 1. | Zagreb        | 4  | 3   | 0   | 1   | 95     | 82    | 15  | četvrtzavršnica |
| 2. | Donau         | 4  | 3   | 1   | 0   | 76     | 57    | 14  | četvrtzavršnica |
| 3. | Ljubljana     | 4  | 2   | 1   | 1   | 87     | 51    | 12  | četvrtzavršnica |
| 4. | KARC Kečkemet | 4  | 1   | 0   | 3   | 87     | 108   | 8   |                 |
| 5. | KBRK Beograd  | 4  | 0   | 0   | 4   | 57:105 | 2     |     |                 |

#### Grupa C
| mj | klub                            | ut | pob | ner | por | poen+ | poen- | bod |                 |
| -- | ------------------------------- | -- | --- | --- | --- | ----- | ----- | --- | --------------- |
| 1. | Pobednik Mozzart                | 4  | 3   | 0   | 1   | 99    | 29    | 15  | četvrtzavršnica |
| 2. | Esztergomi Vitézek Suzuki Rugby | 4  | 3   | 0   | 1   | 99    | 46    | 15  | četvrtzavršnica |
| 3. | Čelik                           | 4  | 3   | 0   | 1   | 76    | 70    | 14  | četvrtzavršnica |
| 4. | Mladost                         | 4  | 1   | 0   | 3   | 39    | 88    | 4   |                 |
| 5. | Athens Rugby                    | 4  | 0   | 0   | 4   | 0     | 80    | 0   |                 |

### Doigravanje
| klub1                    | rezultat        | klub2            |
| četvrtzavršnica          | četvrtzavršnica | četvrtzavršnica  |
| ------------------------ | --------------- | ---------------- |
| Nada                     | 83:0            | Ljubljana        |
| Pobednik Mozzart         | 25:17           | Battai Bulldogok |
| Zagreb                   | 36:13           | Čelik            |
| Esztergomi Vitézek Rugby | 14:19           | Donau            |
|                          |                 |                  |
| poluzavršnica            |                 |                  |
| Nada                     | 68:7            | Donau            |
| Pobednik Mozzart         | 25:10           | Zagreb           |
|                          |                 |                  |
| za prvaka                |                 |                  |
| Pobednik Mozzart         | 3:25            | Nada             |

## Konačni poredak
1. Nada
2. Pobednik Mozzart
3. Zagreb
4. Donau
5. Esztergomi Vitezek Suzuki Rugby
6. Čelik
7. gas.hu Battai Bulldogok
8. Ljubljana
9. KARC Kečkemet
10. Rudar
11. Mladost
12. Partizan
13. KBRK Beograd
14. Athens Rugby
15. Bežigrad

## Poveznice i izvori
- Regional Rugby Championship 2011./12., rrcrugby.com  Arhivirana inačica izvorne stranice od 4. ožujka 2016. (Wayback Machine), pristupljeno 18. siječnja 2014.